# جس رابینسون
جس رابینسون (انگلیسی: Jess Robinson؛ زادهٔ ۱۹۸۲/۱۹۸۳ (۴۱–۴۲ سال)) بازیگر اهل بریتانیا است.